# Remo nos Jogos Pan-Americanos de 2015 - Skiff duplo peso leve masculino
A competição do skiff duplo peso leve masculino foi um dos eventos do remo nos Jogos Pan-Americanos de 2015. Foi disputada no Royal Canadian Henley Rowing Course em St. Catharines, nos dias 11 e 14 de julho.

## Calendário
Horário local (UTC-4).
| Data        | Horário | Fase          |
| ----------- | ------- | ------------- |
| 11 de julho | 9:55    | Eliminatórias |
| 11 de julho | 14:25   | Repescagem    |
| 14 de julho | 9:25    | Final B       |
| 14 de julho | 10:05   | Final A       |

## Medalhistas
| Ouro   | MEX Alan Armenta e Alexis López        |
| Prata  | USA Colin Ethridge e Austin Meyer      |
| Bronze | CUB Raúl Hernández e Liosbel Hernandez |

## Resultados

### Eliminatórias
Bateria 1
| Pos. | Remador                                      | Nacionalidade      | Tempo   | Notas |
| ---- | -------------------------------------------- | ------------------ | ------- | ----- |
| 1    | Colin Ethridge Austin Meyer                  | USA Estados Unidos | 6:31.53 | FA    |
| 2    | Alan Armenta Alexis López                    | MEX México         | 6:32.59 | FA    |
| 3    | Saul Garcia Mark Henry                       | CAN Canadá         | 6:45.47 | R     |
| 4    | Luis Ollarves Mota Luis Graterol Loyo        | VEN Venezuela      | 7:11.39 | R     |
| 5    | Gunther Slowing Rossil Juan Guevara Gonzalez | GUA Guatemala      | 7:17.52 | R     |

Bateria 2
| Pos. | Remador                                 | Nacionalidade | Tempo   | Notas |
| ---- | --------------------------------------- | ------------- | ------- | ----- |
| 1    | Raúl Hernández Liosbel Hernandez        | CUB Cuba      | 6:45.83 | FA    |
| 2    | Andres Oyarzun Bernardo Guerrero        | CHI Chile     | 6:48.14 | FA    |
| 3    | Rodolfo Collazo Bruno Cetraro Berriolo  | URU Uruguai   | 6:54.62 | R     |
| 4    | Thiago Pereira Carvalho Ailson Eráclito | BRA Brasil    | 6:59.00 | R     |

### Repescagem
| Pos. | Remador                                      | Nacionalidade | Tempo   | Notas |
| ---- | -------------------------------------------- | ------------- | ------- | ----- |
| 1    | Saul Garcia Mark Henry                       | CAN Canadá    | 6:54.11 | FA    |
| 2    | Rodolfo Collazo Bruno Cetraro Berriolo       | URU Uruguai   | 6:57.63 | FA    |
| 3    | Thiago Pereira Carvalho Ailson Eráclito      | BRA Brasil    | 7:04.57 | FB    |
| 4    | Luis Ollarves Mota Luis Graterol Loyo        | VEN Venezuela | 7:06.92 | FB    |
| 5    | Gunther Slowing Rossil Juan Guevara Gonzalez | GUA Guatemala | 7:10.91 | FB    |

### Final
Final B
| Pos. | Remador                                      | Nacionalidade | Tempo   | Notas |
| ---- | -------------------------------------------- | ------------- | ------- | ----- |
| 7    | Thiago Pereira Carvalho Ailson Eráclito      | BRA Brasil    | 6:36.24 |       |
| 8    | Luis Ollarves Mota Luis Graterol Loyo        | VEN Venezuela | 6:38.18 |       |
| 9    | Gunther Slowing Rossil Juan Guevara Gonzalez | GUA Guatemala | 6:39.40 |       |

Final A
| Pos.              | Remador                                | Nacionalidade      | Tempo   | Notas |
| ----------------- | -------------------------------------- | ------------------ | ------- | ----- |
| Medalha de ouro   | Alan Armenta Alexis López              | MEX México         | 6:15.65 |       |
| Medalha de prata  | Colin Ethridge Austin Meyer            | USA Estados Unidos | 6:17.34 |       |
| Medalha de bronze | Raúl Hernández Liosbel Hernandez       | CUB Cuba           | 6:24.88 |       |
| 4                 | Andres Oyarzun Bernardo Guerrero       | CHI Chile          | 6:29.52 |       |
| 5                 | Saul Garcia Mark Henry                 | CAN Canadá         | 6:31.75 |       |
| 6                 | Rodolfo Collazo Bruno Cetraro Berriolo | URU Uruguai        | 6:32.21 |       |